# Cazes-Mondenard
Pour les articles homonymes, voir Cazes et Mondenard.
Cazes-Mondenard est une commune française située dans le nord du département de Tarn-et-Garonne, en région Occitanie.
Sur le plan historique et culturel, la commune est dans le Quercy Blanc, correspondant à la partie méridionale du Quercy, devant son nom à ses calcaires lacustres du Tertiaire.
Exposée à un climat océanique altéré, elle est drainée par la Barguelonne, la Lupte, le Lembous et par divers autres petits cours d'eau. La commune possède un patrimoine naturel remarquable composé de trois zones naturelles d'intérêt écologique, faunistique et floristique.
Cazes-Mondenard est une commune rurale qui compte 1 226 habitants en 2022, après avoir connu un pic de population de 3 163 habitants en 1856. Ses habitants sont appelés les Cazéens ou  Cazéennes.

## Géographie

### Localisation
Commune située dans le Quercy blanc, sur la rivière Barguelonne.

### Communes limitrophes
Cazes-Mondenard est limitrophe de sept autres communes.
Les communes limitrophes sont  Durfort-Lacapelette, Lafrançaise, Lauzerte, Saint-Amans-de-Pellagal, Sauveterre, Tréjouls et Vazerac.
| Lauzerte                | Tréjouls        | Sauveterre |
| Saint-Amans-de-Pellagal | Cazes-Mondenard | Vazerac    |
| Durfort-Lacapelette     | Lafrançaise     |            |

### Hameaux et lieux-dits

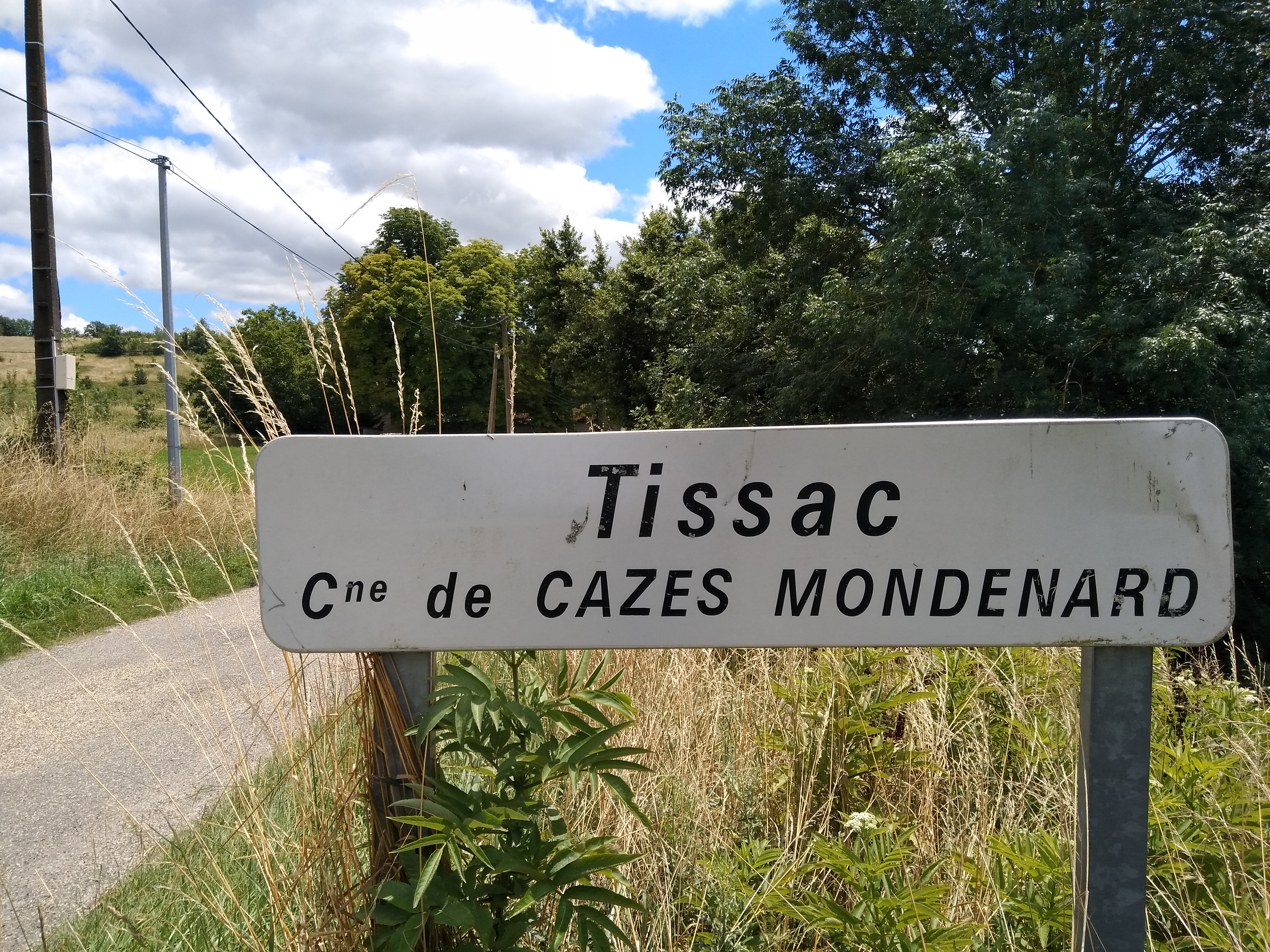
Panneau d'entrée dans le hameau de Tissac.

La commune compte plusieurs hameaux, dont certains sont d'anciennes paroisses : Tissac, Mazères, Bruyères, Cazillac, Martissan, Saint-Quentin.

### Géologie et relief
La superficie de la commune est de 5 823 hectares ; son altitude varie de 93  à   253 mètres.

### Hydrographie

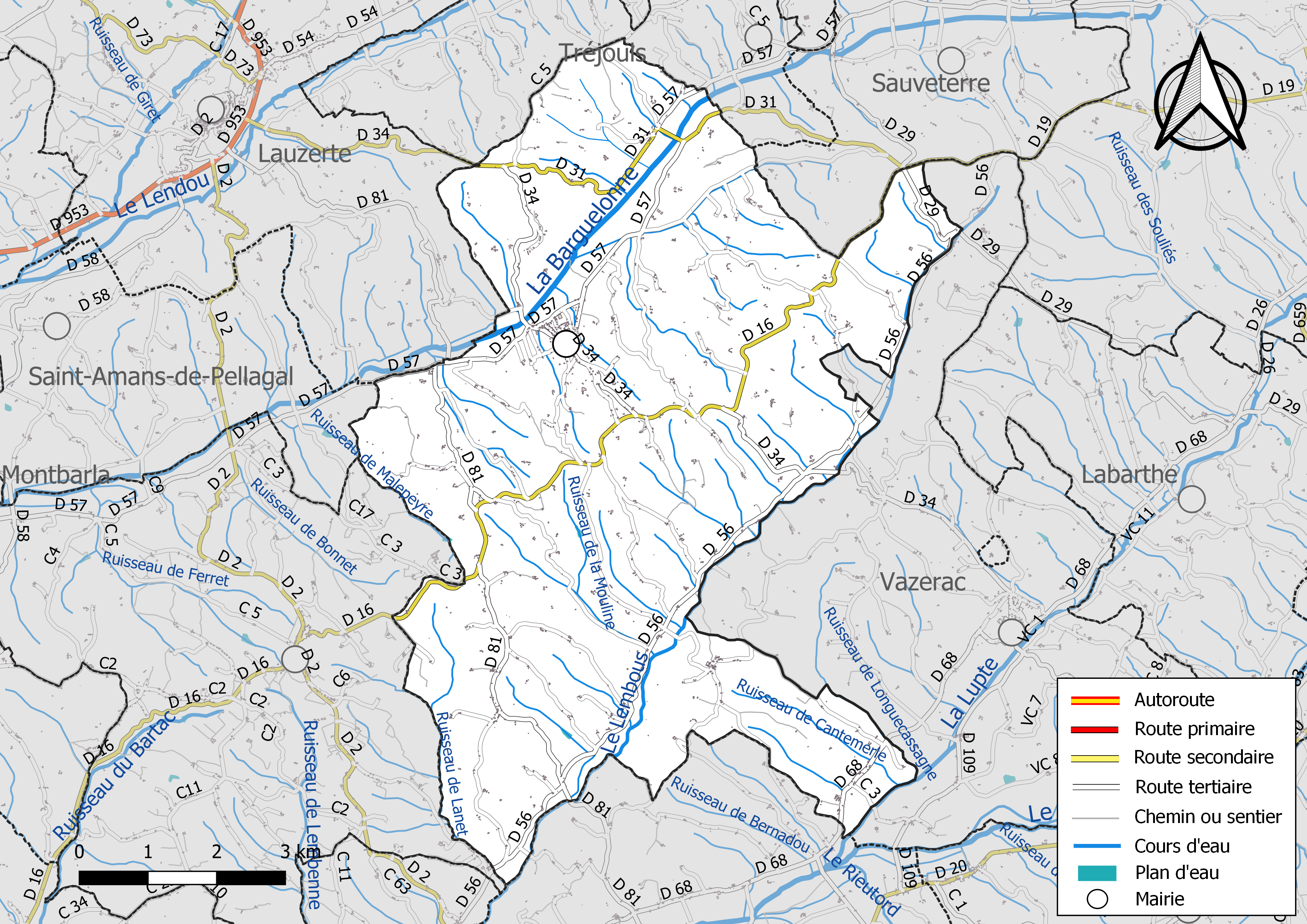
Réseaux hydrographique et routier de Cazes-Mondenard.

La commune est dans le bassin versant de la Garonne, au sein du bassin hydrographique Adour-Garonne. Elle est drainée par la Barguelonne, la Lupte, le Lembous, le ruisseau de Cantemerle, le ruisseau de Lacas, le ruisseau de la Galdonne, le ruisseau de la Mouline, le ruisseau de Lanet, le ruisseau de Longuecassagne, le ruisseau de Malepeyre, le ruisseau des Pescayrous et par divers petits cours d'eau, constituant un réseau hydrographique de 72 km de longueur totale,.
La Barguelonne, d'une longueur totale de 61,1 km, prend sa source dans la commune de Lhospitalet et s'écoule du nord-est au sud-ouest. Elle traverse la commune et se jette dans le canal de Golfech à Lamagistère, après avoir traversé 24 communes.
La Lupte, d'une longueur totale de 27,1 km, prend sa source dans la commune de Pern et s'écoule du nord-est au sud-ouest. Elle traverse la commune et se jette dans le Lemboulas à Lafrançaise, après avoir traversé 7 communes.
Le Lembous, d'une longueur totale de 16,9 km, prend sa source dans la commune de Vazerac et s'écoule du nord-est au sud-ouest. Il traverse la commune et se jette dans le Lemboulas à Lafrançaise, après avoir traversé 4 communes.

### Climat
Pour des articles plus généraux, voir Climat de l'Occitanie et Climat de Tarn-et-Garonne.
En 2010, le climat de la commune est de type climat du Bassin du Sud-Ouest, selon une étude du Centre national de la recherche scientifique s'appuyant sur une série de données couvrant la période 1971-2000. En 2020, Météo-France publie une typologie des climats de la France métropolitaine dans laquelle la commune est exposée à un climat océanique altéré et est dans la région climatique Aquitaine, Gascogne, caractérisée par une pluviométrie abondante au printemps, modérée en automne, un faible ensoleillement au printemps, un été chaud (19,5 °C), des vents faibles, des brouillards fréquents en automne et en hiver et des orages fréquents en été (15 à 20 jours).
Pour la période 1971-2000, la température annuelle moyenne est de 12,7 °C, avec une amplitude thermique annuelle de 15,9 °C. Le cumul annuel moyen de précipitations est de 832 mm, avec 10,6 jours de précipitations en janvier et 5,9 jours en juillet. Pour la période 1991-2020, la température moyenne annuelle observée sur la station météorologique de Météo-France la plus proche, « Durfort », sur la commune de Durfort-Lacapelette à 6 km à vol d'oiseau, est de 14,0 °C et le cumul annuel moyen de précipitations est de 759,5 mm. 
La température maximale relevée sur cette station est de 42 °C, atteinte le 12 août 2003 ; la température minimale est de −13 °C, atteinte le 9 février 2012,,.
Les paramètres climatiques de la commune ont été estimés pour le milieu du siècle (2041-2070) selon différents scénarios d'émission de gaz à effet de serre à partir des nouvelles projections climatiques de référence DRIAS-2020. Ils sont consultables sur un site dédié publié par Météo-France en novembre 2022.

### Milieux naturels et biodiversité

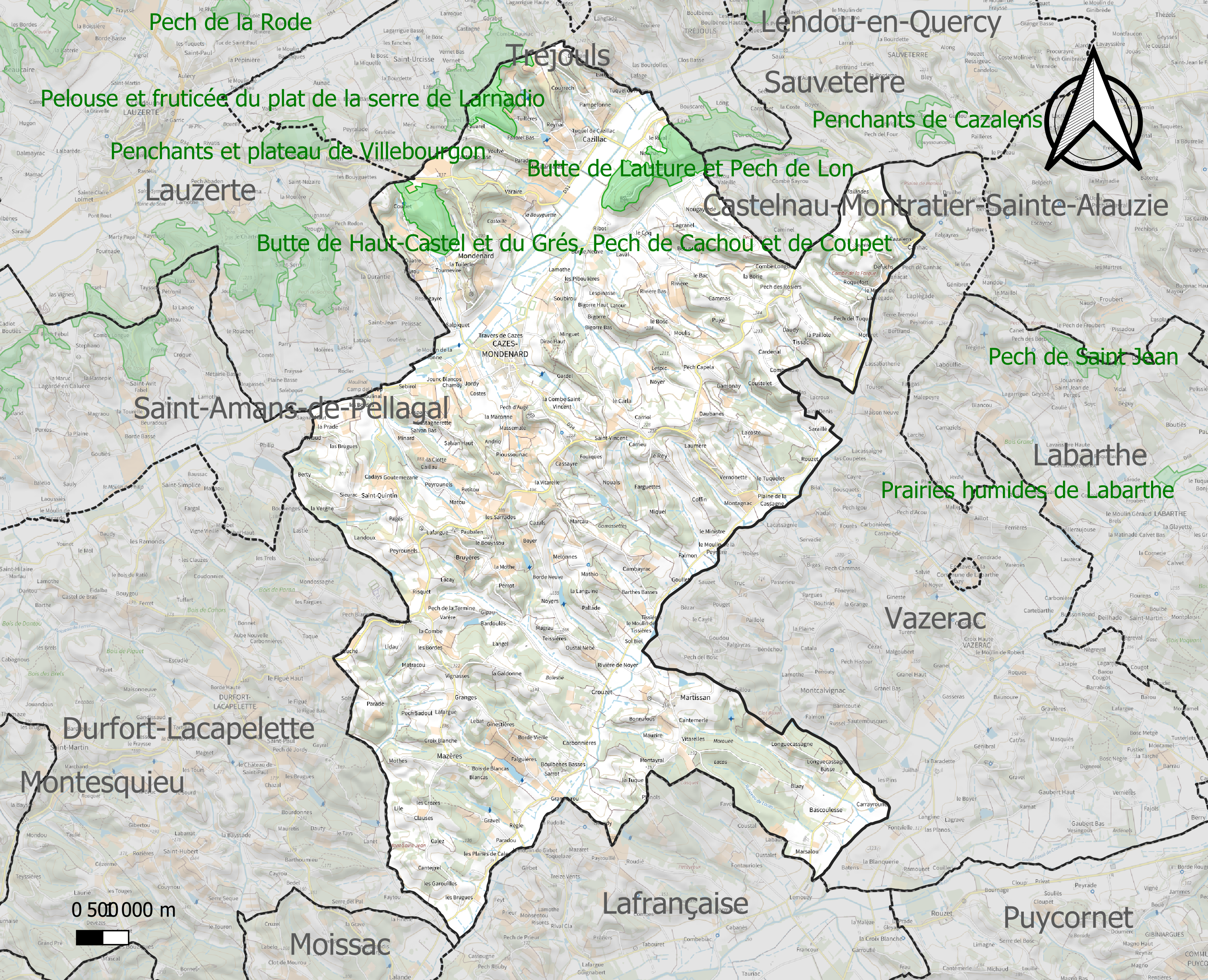
Carte des ZNIEFF de type 1 localisées sur la commune.

L’inventaire des zones naturelles d'intérêt écologique, faunistique et floristique (ZNIEFF) a pour objectif de réaliser une couverture des zones les plus intéressantes sur le plan écologique, essentiellement dans la perspective d’améliorer la connaissance du patrimoine naturel national et de fournir aux différents décideurs un outil d’aide à la prise en compte de l’environnement dans l’aménagement du territoire.
Trois ZNIEFF de type 1 sont recensées sur la commune :
- la « butte de Haut-Castel et du Grés, pech de Cachou et de Coupet » (366 ha), couvrant 3 communes du département[17] ;
- la « butte de Lauture et pech de Lon » (133 ha), couvrant 3 communes du département[18] ;
- les « pelouse et fruticée du plat de la serre de Larnadio » (102 ha), couvrant 2 communes du département[19] ;

## Urbanisme

### Typologie
Au 1er janvier 2024, Cazes-Mondenard est catégorisée commune rurale à habitat très dispersé, selon la nouvelle grille communale de densité à sept niveaux définie par l'Insee en 2022.
Elle est située hors unité urbaine et hors attraction des villes,.

### Occupation des sols
L'occupation des sols de la commune, telle qu'elle ressort de la base de données européenne d’occupation biophysique des sols Corine Land Cover (CLC), est marquée par l'importance des territoires agricoles (83,8 % en 2018), en diminution par rapport à 1990 (84,7 %). La répartition détaillée en 2018 est la suivante : 
zones agricoles hétérogènes (74,1 %), forêts (13,8 %), terres arables (7,4 %), prairies (2,3 %), milieux à végétation arbustive et/ou herbacée (1,7 %), zones urbanisées (0,7 %). L'évolution de l’occupation des sols de la commune et de ses infrastructures peut être observée sur les différentes représentations cartographiques du territoire : la carte de Cassini (XVIIIe siècle), la carte d'état-major (1820-1866) et les cartes ou photos aériennes de l'IGN pour la période actuelle (1950 à aujourd'hui).

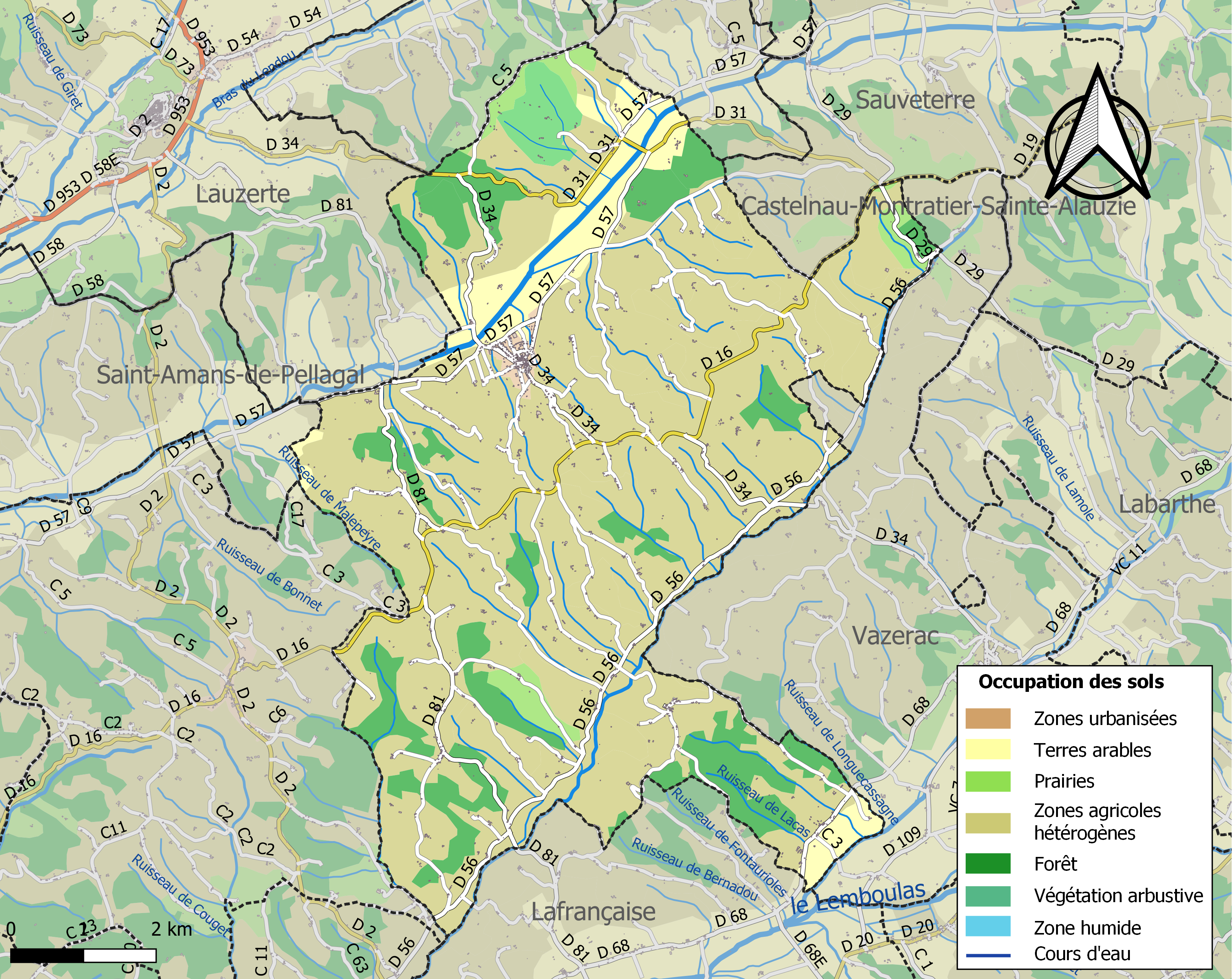
Carte des infrastructures et de l'occupation des sols de la commune en 2018 (CLC).

### Risques majeurs
Le territoire de la commune de Cazes-Mondenard est vulnérable à différents aléas naturels : météorologiques (tempête, orage, neige, grand froid, canicule ou sécheresse), inondations, mouvements de terrains et séisme (sismicité très faible). Il est également exposé à un risque technologique, le transport de matières dangereuses. Un site publié par le BRGM permet d'évaluer simplement et rapidement les risques d'un bien localisé soit par son adresse soit par le numéro de sa parcelle.

#### Risques naturels
Certaines parties du territoire communal sont susceptibles d’être affectées par le risque d’inondation par débordement de cours d'eau, notamment la Barguelonne, la Lupte et le Lembous. La cartographie des zones inondables en ex-Midi-Pyrénées réalisée dans le cadre du XIe Contrat de plan État-région, visant à informer les citoyens et les décideurs sur le risque d’inondation, est accessible sur le site de la DREAL Occitanie. La commune a été reconnue en état de catastrophe naturelle au titre des dommages causés par les inondations et coulées de boue survenues en 1982, 1992, 1993, 1996, 1999, 2007 et 2015,.
Cazes-Mondenard est exposée au risque de feu de forêt. Le département de Tarn-et-Garonne présentant toutefois globalement un niveau d’aléa moyen à faible très localisé, aucun Plan départemental de protection des forêts contre les risques d’incendie de forêt (PFCIF) n'a été élaboré. Le débroussaillement aux abords des maisons constitue l’une des meilleures protections pour les particuliers contre le feu,.

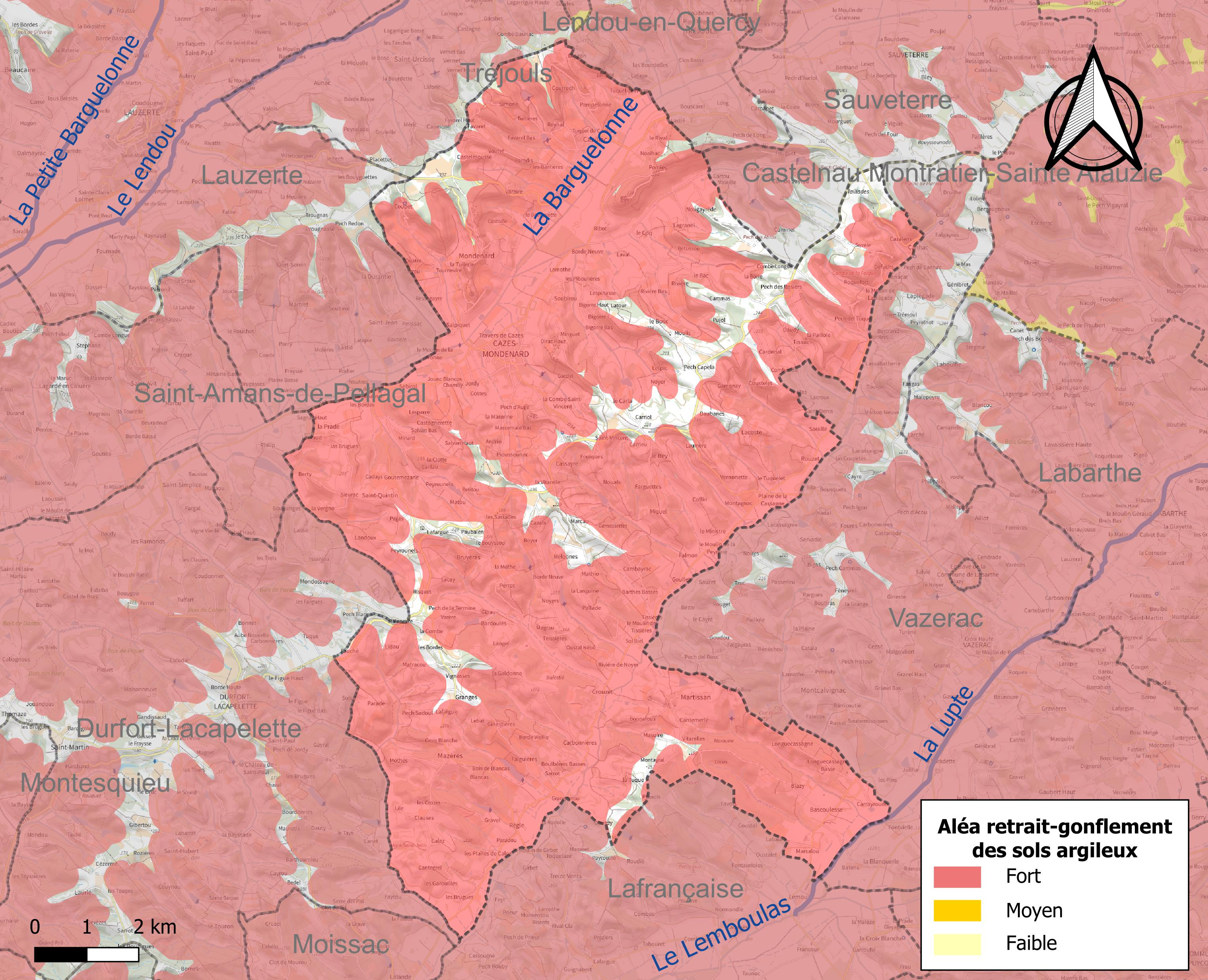
Carte des zones d'aléa retrait-gonflement des sols argileux de Cazes-Mondenard.

Les mouvements de terrains susceptibles de se produire sur la commune sont des tassements différentiels.
Le retrait-gonflement des sols argileux est susceptible d'engendrer des dommages importants aux bâtiments en cas d’alternance de périodes de sécheresse et de pluie. 88,8 % de la superficie communale est en aléa moyen ou fort (92 % au niveau départemental et 48,5 % au niveau national). Sur les 672 bâtiments dénombrés sur la commune en 2019, 613 sont en aléa moyen ou fort, soit 91 %, à comparer aux 96 % au niveau départemental et 54 % au niveau national. Une cartographie de l'exposition du territoire national au retrait gonflement des sols argileux est disponible sur le site du BRGM,.
Par ailleurs, afin de mieux appréhender le risque d’affaissement de terrain, l'inventaire national des cavités souterraines permet de localiser celles situées sur la commune.
Concernant les mouvements de terrains, la commune a été reconnue en état de catastrophe naturelle au titre des dommages causés par la sécheresse en 1989, 1991, 1992, 2002, 2003, 2006, 2007, 2009, 2012 et 2017 et par des mouvements de terrain en 1999.

#### Risques technologiques
Le risque de transport de matières dangereuses sur la commune est lié à sa traversée par des infrastructures routières ou ferroviaires importantes ou la présence d'une canalisation de transport d'hydrocarbures. Un accident se produisant sur de telles infrastructures est susceptible d’avoir des effets graves sur les biens, les personnes ou l'environnement, selon la nature du matériau transporté. Des dispositions d’urbanisme peuvent être préconisées en conséquence.

## Toponymie
Les habitants de la commune sont appelés les Cazéens et Cazéennes.
Le toponyme est un nom composé de deux lieux :

### Cazes
C'est en 1096 dans 'les possessions de Moissac' (bulle d'Urbain II) qu'apparaît 'ecclesias Sancti Petri de Cazex'[réf. nécessaire]. En 1115 : 'Sancta Maria de Casegs'. 'Cazes de Mondenard '(Cassini)[réf. nécessaire]. Cet élément est dérivé de l'occitan casa (maison modeste), issu du latin casa (cabane, hutte).

### Mondenard
En 1042 : dans une donation : 'Guillaume de Montehenaldo'. En 1115 : le patronyme du seigneur 'Pontius de Montelanard' évolue en 'Poncius de Monte Lanardo' et en 1135 devient Pons de Montlanard qui sera cité comme témoin en 1155. Mondenard (Cassini). À l'origine du toponyme : 'il y a une motte castrale'[réf. nécessaire]. Les nombreuses attestations font penser que la famille de Montlanart est antérieure à la création du village de 'Cazes'[réf. nécessaire].

### Autres lieux-dits
Le lieu-dit Touffailloux tire son origine du peuple des Taïfales, établis en Gaule romaine au Ve siècle.

## Histoire
La seigneurie de Mondenard était très divisée au XIIIe siècle. Elle était partagée entre les Durfort, les Gourdon, les Montaigut, les Luzech et les Mondenard. En 1205, Arnaud de Durfort donna à Raymond VI, comte de Toulouse, tous ses droits sur les châteaux de Mondenard et de Durfort. Guiraud de Gourdon fit de même en 1230 avec ses droits sur les châteaux de Sauveterre et de Mondenard. Hugues Arnaud de Creyssac, baron de Luzech, fit hommage au comte de toutes ses possessions dans les paroisses de Mondenard et de Sauveterre le 9 novembre 1237. La famille seigneuriale de Montagut (Monte Acuto) et de Mondenard (Monte Lanardo) abandonnèrent au comte de Toulouse la tutelle du château et de la seigneurie de Mondenard par un acte établi le 20 avril 1246. Ils voulaient ainsi permettre la création de commerces et de services indépendants sur le site de Cazes. Ces donations (à l’exception de celle de la famille de Gourdon) n’ont conféré au comte que des droits de suzeraineté sur les terres de ces seigneurs[réf. nécessaire].
Le jeudi 3 mai 1246, le comte de Toulouse Raymond donnait une charte de coutumes aux actuels et futurs habitants de Montlanart, établissant pour eux certaines franchises (principalement économiques) et des garanties fiscales. Ceci entraîna la nomination d’un baile (représentant du comte), la création d’un marché, la nomination de prud’hommes, la mise en place d’un service de garde et de sécurité et d’une justice. Pour chaque transaction importante, un impôt devait être versé. Le baïlage de Monlanard comprenait Sauveterre, Saint-Amans de Pellagal, Canhac et Vazerac. Cette charte permit à la communauté de Cazes de s’établir et de se développer dès le XIIe siècle malgré la proximité et la concurrence de Lauzerte. Au XIVe siècle, tous les seigneurs précédemment cités ont disparu pour laisser la place aux descendants de Vital de Montaigut et d’Hermangarde de Mondenard. Ces derniers hésitèrent longtemps entre le nom de Montaigut et celui de Mondenard et finirent par opter pour de Mondenard[réf. nécessaire].
Cazes-Mondenard est aujourd’hui une commune de Tarn-et-Garonne recouvrant 5820 hectares. Elle appartient entièrement au Quercy Blanc. Sur les coteaux entourant le village, mûrit le chasselas de Moissac, un raisin de table très apprécié.

## Politique et administration

### Administration municipale
Le nombre d'habitants au recensement de 2011 étant compris entre 500 et 1 499 habitants, le nombre de membres du conseil municipal pour l'élection de 2014 est de quinze,.

### Rattachements administratifs et électoraux
La commune fait partie de la deuxième circonscription de Tarn-et-Garonne de la communauté de communes du Pays de Serres en Quercy et du canton du Pays de Serres Sud-Quercy (avant le redécoupage départemental de 2014, Cazes-Mondenard faisait partie du canton de Lauzerte).

### Liste des maires
| Période                                  | Période  | Identité                                 | Étiquette     | Qualité                        |
| ---------------------------------------- | -------- | ---------------------------------------- | ------------- | ------------------------------ |
| Les données manquantes sont à compléter. |          |                                          |               |                                |
| 1792                                     | 1793     | Joseph Delfour                           |               |                                |
| 1793                                     | 1795     | Pierre Desbals                           |               |                                |
| 1795                                     | 1797     | Jean Combadazou                          |               |                                |
| 1797                                     | 1798     | Joseph Rouges                            |               |                                |
| 1798                                     | 1825     | Jean Guillaume Serrurier                 |               |                                |
| 1825                                     | 1832     | Jean Antoine François Fidèle de Laduguie |               |                                |
| 1832                                     | 1837     | Etienne Sebastia-Nougairede              |               |                                |
| 1837                                     | 1848     | Jean Guillaume Louis Cros                |               |                                |
| 1848                                     | 1850     | Etienne Sebastia-Nougairede              |               |                                |
| 1850                                     | 1860     | François Combadazou                      |               |                                |
| 1860                                     | 1867     | Jean Lévinus Garrisson                   |               |                                |
| mars 1867                                | mai 1867 | François Combadazou                      |               |                                |
| 1867                                     | 1870     | Louis Jules Cros                         |               |                                |
| 1870                                     | 1871     | Anatole Monmayou                         |               |                                |
| 1871                                     | 1874     | Jean Demeaux                             |               |                                |
| 1874                                     | 1876     | Etienne Resongles                        |               |                                |
| 1876                                     | 1882     | Jean Demeaux                             |               |                                |
| 1882                                     | 1896     | Marc Aurimond                            |               |                                |
| 1896                                     | 1900     | Victor Aurimond                          |               |                                |
| 1900                                     | 1904     | Antoine Marcelin Combadazou              |               |                                |
| 1904                                     | 1909     | Victor Aurimond                          |               |                                |
| 1909                                     | 1911     | Eugène Brugel                            |               |                                |
| 1911                                     | 1918     | Jean Gayet                               |               |                                |
| 1918                                     | 1919     | Jean-Antoine Geynes                      |               |                                |
| 1919                                     | 1944     | Victor Aurimond                          |               |                                |
| 1944                                     | 1944     | Jean Pouget                              |               |                                |
| 1944                                     | 1947     | Justin Delmas                            |               |                                |
| 1947                                     | 1977     | Marcel Mazet                             | Rad. puis MRG | Conseiller général (1949-1977) |
| 1977                                     | 1992     | François Cauby                           |               |                                |
| 1992                                     | 2014     | Hervé Andrieu                            | DVD           | Conseiller général (1992-2011) |
| mars 2014                                | mai 2020 | Jean-Michel Guilloteau                   | UDI           |                                |
| mai 2020                                 | En cours | Jean-Jacques Descouls                    |               |                                |

## Démographie
L'évolution du nombre d'habitants est connue à travers les recensements de la population effectués dans la commune depuis 1793. Pour les communes de moins de 10 000 habitants, une enquête de recensement portant sur toute la population est réalisée tous les cinq ans, les populations de référence des années intermédiaires étant quant à elles estimées par interpolation ou extrapolation. Pour la commune, le premier recensement exhaustif entrant dans le cadre du nouveau dispositif a été réalisé en 2006.

En 2022, la commune comptait 1 226 habitants, en évolution de +3,63 % par rapport à 2016 (Tarn-et-Garonne : +3,12 %, France hors Mayotte : +2,11 %).
| 1793  | 1800  | 1806  | 1821  | 1831  | 1836  | 1841  | 1846  | 1851  |
| ----- | ----- | ----- | ----- | ----- | ----- | ----- | ----- | ----- |
| 2 423 | 2 320 | 2 749 | 2 671 | 2 850 | 2 891 | 3 002 | 3 108 | 3 126 |

| 1856  | 1861  | 1866  | 1872  | 1876  | 1881  | 1886  | 1891  | 1896  |
| ----- | ----- | ----- | ----- | ----- | ----- | ----- | ----- | ----- |
| 3 163 | 3 013 | 3 027 | 2 760 | 2 573 | 2 419 | 2 403 | 2 384 | 2 278 |

| 1901  | 1906  | 1911  | 1921  | 1926  | 1931  | 1936  | 1946  | 1954  |
| ----- | ----- | ----- | ----- | ----- | ----- | ----- | ----- | ----- |
| 2 117 | 2 128 | 2 017 | 1 781 | 1 812 | 1 847 | 1 866 | 1 742 | 1 799 |

| 1962  | 1968  | 1975  | 1982  | 1990  | 1999  | 2006  | 2011  | 2016  |
| ----- | ----- | ----- | ----- | ----- | ----- | ----- | ----- | ----- |
| 1 770 | 1 706 | 1 514 | 1 342 | 1 307 | 1 237 | 1 192 | 1 227 | 1 183 |

| 2021  | 2022  | - | - | - | - | - | - | - |
| ----- | ----- | - | - | - | - | - | - | - |
| 1 214 | 1 226 | - | - | - | - | - | - | - |

| selon la population municipale des années : | 1968 | 1975 | 1982 | 1990 | 1999 | 2006 | 2009 | 2013 |
| Rang de la commune dans le département      | 18   | 17   | 26   | 26   | 29   | 37   | 40   | 46   |
| Nombre de communes du département           | 195  | 195  | 195  | 195  | 195  | 195  | 195  | 195  |

## Économie

### Revenus
En 2018, la commune compte 520 ménages fiscaux, regroupant 1 190 personnes. La médiane du revenu disponible par unité de consommation est de 17 340 € (20 140 € dans le département).

### Emploi
|                | 2008  | 2013   | 2018   |
| -------------- | ----- | ------ | ------ |
| Commune        | 5,7 % | 8,6 %  | 7,7 %  |
| Département    | 8,4 % | 10,2 % | 10,3 % |
| France entière | 8,3 % | 10 %   | 10 %   |

En 2018, la population âgée de 15 à 64 ans s'élève à 650 personnes, parmi lesquelles on compte 73,6 % d'actifs (65,9 % ayant un emploi et 7,7 % de chômeurs) et 26,4 % d'inactifs,. Depuis 2008, le taux de chômage communal (au sens du recensement) des 15-64 ans est inférieur à celui de la France et du département.
La commune est hors attraction des villes,. Elle compte 327 emplois en 2018, contre 301 en 2013 et 328 en 2008. Le nombre d'actifs ayant un emploi résidant dans la commune est de 437, soit un indicateur de concentration d'emploi de 74,8 % et un taux d'activité parmi les 15 ans ou plus de 49,7 %.
Sur ces 437 actifs de 15 ans ou plus ayant un emploi, 220 travaillent dans la commune, soit 50 % des habitants. Pour se rendre au travail, 78 % des habitants utilisent un véhicule personnel ou de fonction à quatre roues, 0,7 % les transports en commun, 6,2 % s'y rendent en deux-roues, à vélo ou à pied et 15,2 % n'ont pas besoin de transport (travail au domicile).

### Activités hors agriculture

#### Secteurs d'activités
104 établissements sont implantés  à Cazes-Mondenard au 31 décembre 2019. Le tableau ci-dessous en détaille le nombre par secteur d'activité et compare les ratios avec ceux du département,.
| Secteur d'activité                                                                                        | Commune | Commune | Département |
| Secteur d'activité                                                                                        | Nombre  | %       | %           |
| --- | ------- | ------- | ----------- |
| Ensemble                                                                                                  | 104     |         |             |
| Industrie manufacturière, industries extractives et autres                                                | 20      | 19,2 %  | (9,6 %)     |
| Construction                                                                                              | 10      | 9,6 %   | (14,9 %)    |
| Commerce de gros et de détail, transports, hébergement et restauration                                    | 33      | 31,7 %  | (29,7 %)    |
| Activités financières et d'assurance                                                                      | 4       | 3,8 %   | (3,4 %)     |
| Activités immobilières                                                                                    | 5       | 4,8 %   | (3,3 %)     |
| Activités spécialisées, scientifiques et techniques et activités de services administratifs et de soutien | 14      | 13,5 %  | (14,1 %)    |
| Administration publique, enseignement, santé humaine et action sociale                                    | 10      | 9,6 %   | (13,6 %)    |
| Autres activités de services                                                                              | 8       | 7,7 %   | (9,3 %)     |

Le secteur du commerce de gros et de détail, des transports, de l'hébergement et de la restauration est prépondérant sur la commune puisqu'il représente 31,7 % du nombre total d'établissements de la commune (33 sur les 104 entreprises implantées  à Cazes-Mondenard), contre 29,7 % au niveau départemental.

#### Entreprises et commerces
Les cinq entreprises ayant leur siège social sur le territoire communal qui génèrent le plus de chiffre d'affaires en 2020 sont : 
- Ack International, conseil pour les affaires et autres conseils de gestion (693 k€)
- Patrimoine Vie, activités des agents et courtiers d'assurances (239 k€)
- EURL Champromis Expertises, analyses, essais et inspections techniques (182 k€)
- Carrau Cedric SAS, réparation de machines et équipements mécaniques (154 k€)
- SARL Bedouret Pere Et Fils, travaux d'installation d'eau et de gaz en tous locaux (139 k€)

### Agriculture
La commune est dans le « Bas-Quercy de Montpezat », une petite région agricole couvrant une bande nord  du département de Tarn-et-Garonne. En 2020, l'orientation technico-économique de l'agriculture  sur la commune est la culture de fruits ou d'autres cultures permanentes.
|               | 1988  | 2000  | 2010  | 2020  |
| ------------- | ----- | ----- | ----- | ----- |
| Exploitations | 188   | 163   | 121   | 108   |
| SAU (ha)      | 3 789 | 4 172 | 3 835 | 3 931 |

Le nombre d'exploitations agricoles en activité et ayant leur siège dans la commune est passé de 188 lors du recensement agricole de 1988  à 163 en 2000 puis à 121 en 2010 et enfin à 108 en 2020, soit une baisse de 43 % en 32 ans. Le même mouvement est observé à l'échelle du département qui a perdu pendant cette période 57 % de ses exploitations,. La surface agricole utilisée sur la commune a quant à elle augmenté, passant de 3 789 ha en 1988 à 3 931 ha en 2020. Parallèlement la surface agricole utilisée moyenne par exploitation a augmenté, passant de 20 à 36 ha.

## Culture locale et patrimoine

### Lieux et monuments

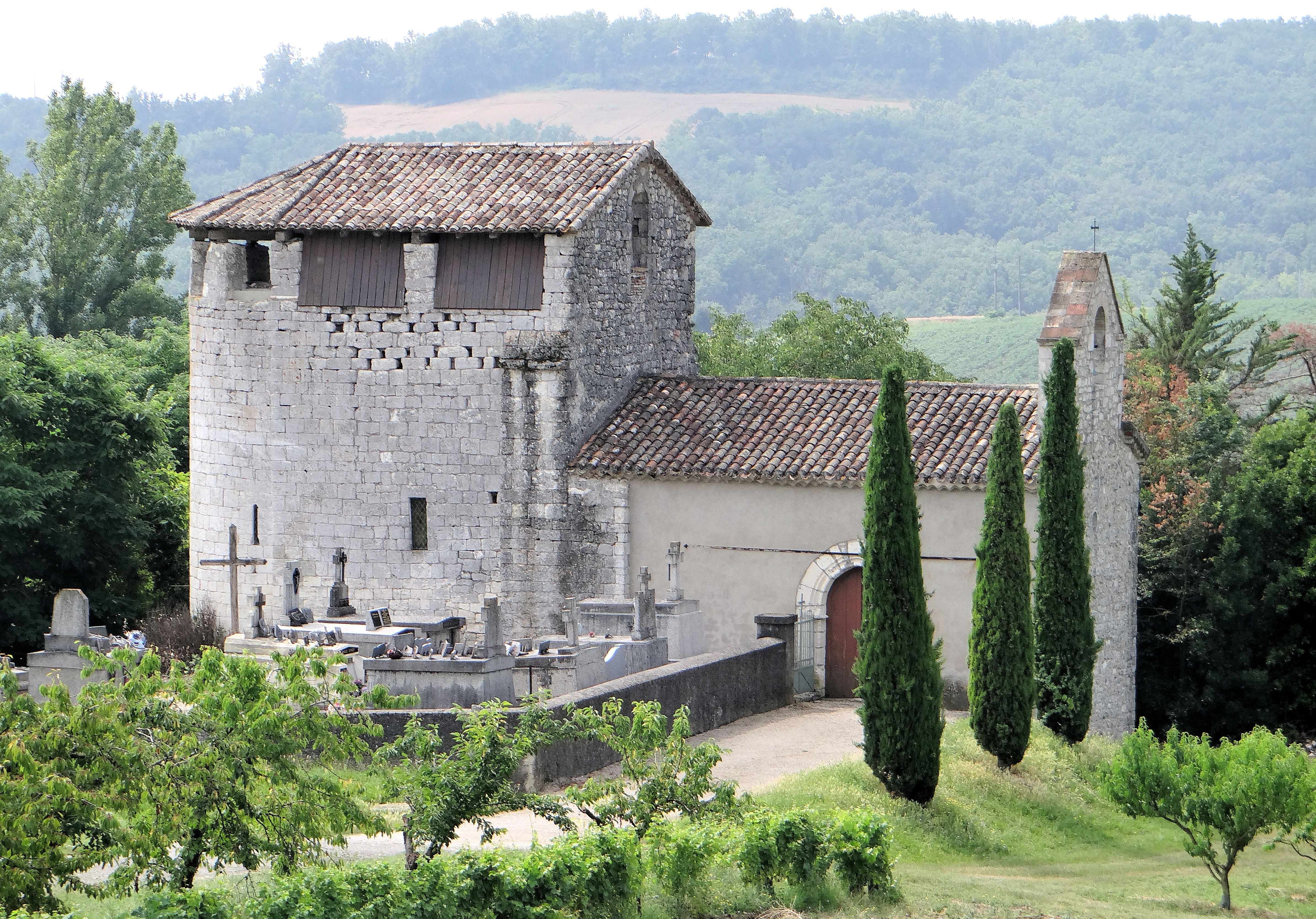
L'église Saint-Pierre-de-Bruyères.

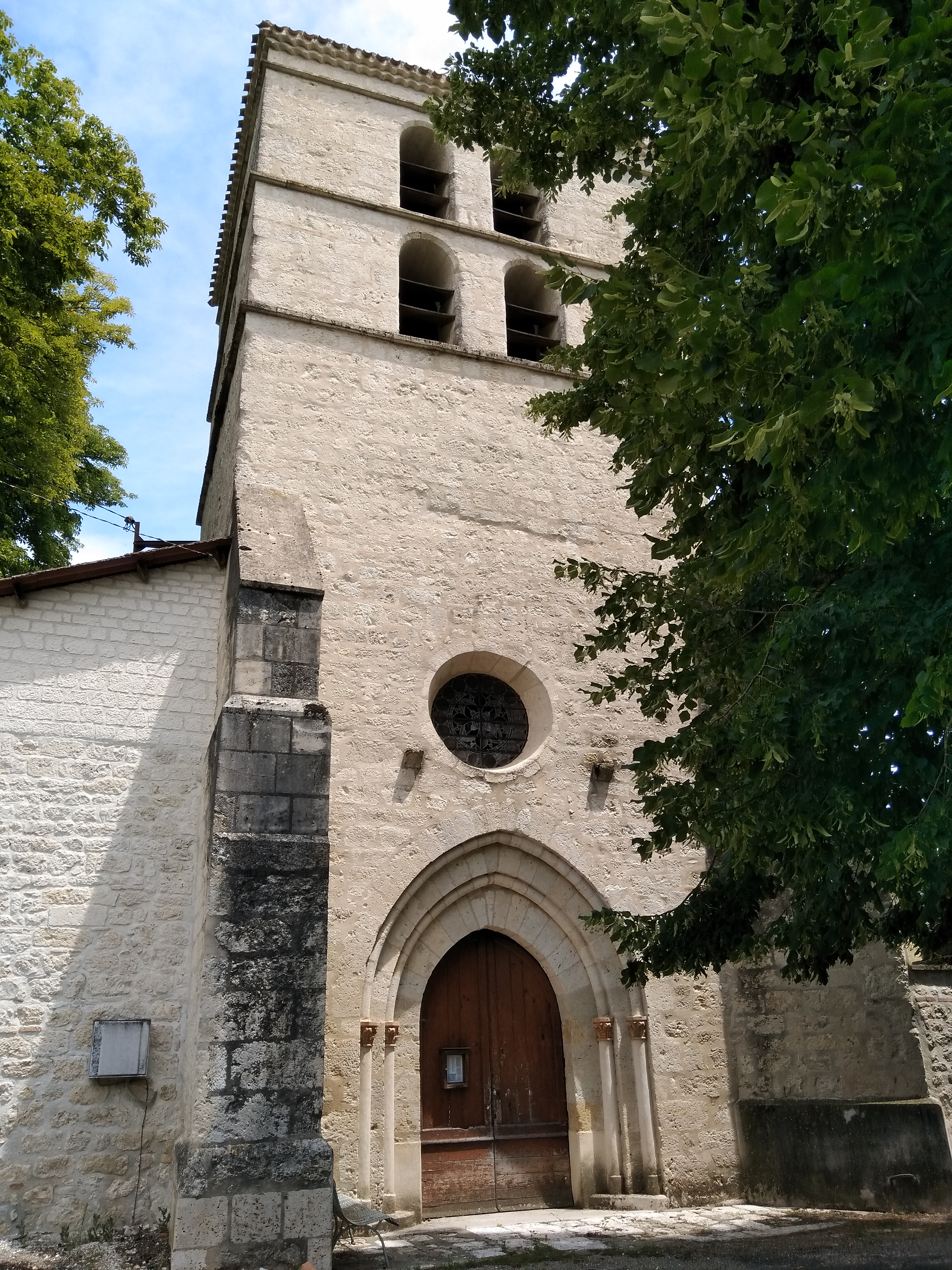
L'église Saint-Vincent de Tissac.

- Église Saint-Pierre de Bruyères, au hameau de Bruyères. L'édifice a été inscrit au titre des monuments historiques en 1979[46].
- Église de la Nativité-de-Notre-Dame de Cazes-Mondenard. L'édifice est référencé dans la base Mérimée et à l'Inventaire général Région Occitanie[47]. Plusieurs objets sont référencés dans la base Palissy[47].
- Église Sainte-Germaine de Mazères. L'édifice est référencé dans la base Mérimée et à l'Inventaire général Région Occitanie[48]. Plusieurs objets sont référencés dans la base Palissy[48].
- Église Saint-Martin de Martissan. L'édifice est référencé dans la base Mérimée et à l'Inventaire général Région Occitanie[49]. Plusieurs objets sont référencés dans la base Palissy[49].
- Église Saint-Pierre de Canhac. L'édifice est référencé dans la base Mérimée et à l'Inventaire général Région Occitanie[50]. Plusieurs objets sont référencés dans la base Palissy[50].
- Église Saint-Pierre-ès-Liens de Cazillac. L'édifice est référencé dans la base Mérimée et à l'Inventaire général Région Occitanie[51]. Plusieurs objets sont référencés dans la base Palissy[51]
- Église Saint-Quentin de Saint-Quintin. L'édifice est référencé dans la base Mérimée et à l'Inventaire général Région Occitanie[52]. Plusieurs objets sont référencés dans la base Palissy[52].
- Église Saint-Vincent de Tissac. L'édifice est référencé dans la base Mérimée et à l'Inventaire général Région Occitanie[53] Plusieurs objets sont référencés dans la base Palissy[53].
- Tuquel de Laygno Bas, site avec souterrain. Le toponyme tuquel est usuel pour les mottes[54].

### Personnalités liées à la commune
- Alfred Roques (dit Le Pépé du Quercy, ou The Rock), joueur de rugby à XV.
- Étienne Henri d'Escayrac Lauture, marquis d'Escayrac, baron de Lauture, colonel du Régiment des Grenadiers de Guyenne.
- Stanislas d'Escayrac Lauture, explorateur français du XIXe siècle.
- Alain Barrès.
- Jean-Baptiste Chevalt.

### Héraldique
| Blason de Cazes-Mondenard | Blason  | Écartelé : au premier et au quatrième d'argent à la tour d'or maçonnée de sable, ouverte du champ, au deuxième et au troisième d'azur à la grappe de raisin pamprée et feuillée d'une pièce d'or ; le tout sommé d'un chef d'azur chargé de trois fleurs de lys d'or. |
| Blason de Cazes-Mondenard | Détails | Le statut officiel du blason reste à déterminer. |

## Vie pratique

### Santé
On trouve sur la commune un médecin, des infirmières et une pharmacie,

### Enseignement
Cazes-Mondenard fait partie de l'académie de Toulouse. La commune possède une école primaire publique et une école primaire privée.

### Culture et festivités
Sur la commune se trouve une médiathèque intercommunale, un musée du corbillard et de l'attelage, ainsi qu'un comité des fêtes.

### Activités sportives
Chasse, pétanque, randonnées pédestres, tennis, yoga, karaté sont parmi les activités pratiquées sur la commune. En football, le club du Cazes Olympique a été créé en 1940 et évolue depuis la saison 1962.1963 en ligue. Actuellement en Régional 2 (Ligue Occitanie) depuis 2017, le club parvient difficilement à se maintenir à ce niveau.

## Pour approfondir